# Bilbil kreskowany
Bilbil kreskowany (Alcurus striatus) – gatunek średniej wielkości azjatyckiego ptaka z rodziny bilbili (Pycnonotidae).

## Systematyka
Takson ten obecnie jest umieszczany w monotypowym rodzaju Alcurus, który w drugiej dekadzie XXI wieku został ponownie wyodrębniony z Pycnonotus.
Wyróżniono trzy podgatunki A. striatus:
- A. striatus striatus – wschodnie Himalaje, północno-wschodnie Indie, południowe Chiny i zachodnia Mjanma;
- A. striatus arctus – Mishmi Hills (północno-wschodnie Indie);
- A. striatus paulus – wschodnia Mjanma, południowe Chiny i północne Indochiny.

## Morfologia
Długość ciała 21–23 cm; masa ciała 45–60 g. Obie płcie są do siebie podobne.

## Występowanie
Siedliskiem bilbila kreskowanego są subtropikalne i tropikalne lasy mgliste Bhutanu, Chin, Indii, Laosu, Mjanmy, Nepalu, Tajlandii i Wietnamu.

## Status
Międzynarodowa Unia Ochrony Przyrody (IUCN) uznaje bilbila kreskowanego za gatunek najmniejszej troski (LC, least concern) nieprzerwanie od 1988 roku. Liczebność populacji nie jest dokładnie znana, aczkolwiek ptak ten opisywany jest jako zazwyczaj dość pospolity. Ze względu na brak dowodów na spadki liczebności bądź istotne zagrożenia dla gatunku BirdLife International ocenia trend liczebności populacji jako prawdopodobnie stabilny.